# Metrichia platigona
Metrichia platigona är en nattsländeart som först beskrevs av Botosaneanu in Botosaneanu och Alkins-koo 1993.  Metrichia platigona ingår i släktet Metrichia och familjen smånattsländor. Inga underarter finns listade i Catalogue of Life.